# Platinum Dunes
Platinum Dunes — продюсерська компанія, заснована в 2001 у Майклом Беєм, Бредом Фуллером і Ендрю Форма для виробництва фільмів жахів, переважно рімейків. Офіційний сайт компанії — сторінка сайту Bloody Disgusting.
7 жовтня 2009 кінокомпанія Paramount Pictures уклала перший контракт із Platinum Dunes, розширивши рамки жанру фільмів свого виробництва до трилера і бойовиків. Першим спільним проєктом має стати фільм «Хроніки будинку м'ясника» (англ. The Butcherhouse Chronicles).
Одним із найочікуваніших фільмів періоду кінця 2000-х — початку 2010-х років став рімейк культового фільму «Кошмар на вулиці В'язів» (1984), який вийшов на екрани США 30 квітня 2010 року. Наступним проєктом компанії став сиквел до свого ж рімейку «П'ятниці 13-те», ведуться переговори про знімання рімейку класичного фільму жахів Альфреда Хічкока «Птахи».

## Фільмографія
| Рік  | Назва фільму                          | Оригінальна назва                          | Бюджет   | Загальні збори | Дистриб’ютор                                  |
| ---- | ------------------------------------- | ------------------------------------------ | -------- | -------------- | --------------------------------------------- |
| 2003 | Техаська різанина бензопилою          | The Texas Chainsaw Massacre                | $9,5 млн | $107 071 655   | New Line Cinema                               |
| 2005 | Жах Амітівілля                        | The Amityville Horror                      | $19 млн  | $108 047 131   | Metro-Goldwyn-Mayer Dimension Films           |
| 2006 | Техаська різанина бензопилою: Початок | The Texas Chainsaw Massacre: The Beginning | $16 млн  | $51 764 406    | New Line Cinema                               |
| 2007 | Попутник                              | The Hitcher                                | $10 млн  | $25 399 945    | Rogue Pictures                                |
| 2009 | Ненароджений                          | The Unborn                                 | $16 млн  | $72 292 797    | Rogue Pictures Universal Pictures             |
| 2009 | П'ятниця 13-те                        | Friday the 13th                            | $19 млн  | $91 379 051    | New Line Cinema Paramount Pictures            |
| 2009 | Вершники                              | Horsemen                                   | $20 млн  | $2 405 815     | Lionsgate                                     |
| 2010 | Кошмар на вулиці В'язів               | A Nightmare on Elm Street                  | $35 млн  | $115 407 296   | Warner Bros. New Line Cinema                  |
| 2013 | Чистка                                | The Purge                                  | $3 млн   | $89 328 627    | Universal Pictures Blumhouse Productions      |
| 2014 | Чистка: Анархія                       | The Purge: Anarchy                         | $9 млн   | $111 928 365   | Universal Pictures Blumhouse Productions      |
| 2014 | Підлітки-мутанти черепашки-ніндзя     | Teenage Mutant Ninja Turtles               | $125 млн | $493 333 584   | Paramount Pictures Nickelodeon Movies         |
| 2014 | Віджа: Смертельна гра                 | Ouija                                      | $5 млн   | $103 474 010   | Universal Pictures Blumhouse Productions      |
| 2014 | Проєкт «Альманах»                     | Project Almanac                            | $12 млн  | $33 213 241    | Paramount Pictures Insurge Pictures MTV Films |
| 2016 | Віджа: Походження зла                 | Ouija: Origin of Evil                      | $9 млн   | $81 705 746    | Universal Pictures Blumhouse Productions      |
| 2016 | Чистка: Рік виборів                   | The Purge: Election Year                   | $10 млн  | $118 587 880   | Universal Pictures Blumhouse Productions      |
| 2018 | Перша чистка                          | The First Purge                            | $13 млн  | $137 056 262   | Universal Pictures Blumhouse Productions      |
| 2018 | Тихе місце                            | A Quiet Place                              | $17 млн  | $340 952 971   | Paramount Pictures                            |
| 2020 | Птах у клітці                         | Songbird                                   | $2.5 млн | $1 млн         | STXfilms                                      |
| 2021 | Тихе місце 2                          | A Quiet Place Part II                      | $61 млн  | $297.4 млн     | Paramount Pictures                            |
| 2021 | Чистка назавжди                       | The Forever Purge                          | $18 млн  | $77 млн        | Universal Pictures Blumhouse Productions      |
| 2024 | Тихе місце: День перший               | A Quiet Place: Day One                     | $67 млн  | $261,9 млн     | Paramount Pictures                            |
| 2024 | Квартира 7А                           | Apartment 7A                               |          |                | Paramount Pictures                            |
| 2025 | Фатальний меседж                      | Drop                                       |          |                | Universal Pictures                            |

### Телесеріали
| Роки      | Назва                    | Оригінальна назва      | Телеканал         |
| --------- | ------------------------ | ---------------------- | ----------------- |
| 2013      | Окультне                 | Occult                 | (пілотний випуск) |
| 2014-2017 | Чорні вітрила            | Black Sails            | Starz             |
| 2014-2018 | Останній корабель        | The Last Ship          | TNT               |
| 2016      | Троща на мільярд доларів | Billion Dollar Wreck   | History           |
| 2018-2019 | Чистка                   | The Purge              | USA Network       |
| 2018-2023 | Джек Раян                | Tom Clancy's Jack Ryan | Prime Video       |